# Нові Сьолковиці
Нові Сьолковиці (пол. Nowe Siołkowice, нім. Neu Schalkowitz) — село в Польщі, у гміні Попелюв Опольського повіту Опольського воєводства.
Населення — 431 особа (2011).

## Демографія
Демографічна структура станом на 31 березня 2011 року:
|          | Загалом | Допрацездатний вік | Працездатний вік | Постпрацездатний вік |
| -------- | ------- | ------------------ | ---------------- | -------------------- |
| Чоловіки | 208     | 27                 | 144              | 37                   |
| Жінки    | 223     | 18                 | 140              | 65                   |
| Разом    | 431     | 45                 | 284              | 102                  |